# Società sacerdotale della Santa Croce
| Società sacerdotale della Santa Croce |                                         |
| Sigillo dell'Opus Dei                 |                                         |
| Pertinenza                            | Chiesa cattolica                        |
| Natura giuridica                      | Associazione di chierici (can. 278 CIC) |
| Numero di sacerdoti                   | > 4.000 (2016)                          |
| Presidente                            | Fernando Ocáriz                         |
| Fondatore                             | Josemaría Escrivá de Balaguer           |
| Data di fondazione                    | 2 ottobre 1928                          |
| Sito web                              | http://www.opusdei.it                   |

La Società sacerdotale della Santa Croce è un'associazione della Chiesa cattolica composta di chierici secolari intrinsecamente unita alla Prelatura dell’Opus Dei. Il suo presidente è il prelato dell’Opus Dei. È formata dai diaconi e sacerdoti della prelatura, che ne sono soci sin dalla loro ordinazione, e da altri diaconi e sacerdoti diocesani che si incorporano ad essa dopo averne richiesto l’ammissione. Questi ultimi rimangono pienamente sotto la giurisdizione del loro vescovo diocesano. I sacerdoti che aderiscono alla Società intendono riceverne l’aiuto spirituale per raggiungere la santità nell’esercizio del loro ministero secondo lo spirito proprio dell’Opus Dei.

## Natura
La Società Sacerdotale della Santa Croce è una associazione di chierici propria, intrinsecamente unita alla Prelatura, e da essa inseparabile. Ne fanno parte:
- fedeli dell’Opus Dei che hanno ricevuto l’ordinazione sacerdotale, che costituiscono il presbiterio della Prelatura.
- diaconi e sacerdoti secolari incardinati nelle varie diocesi che vogliono cercare la santità nell’esercizio del loro ministero secondo lo spirito dell’Opus Dei.

La presenza dei sacerdoti nell’Opus Dei attraverso la Società sacerdotale della Santa Croce ha la sua origine nell’evento fondazionale dell’Opus Dei, comporta per ciascuno dei suoi soci una dimensione vocazionale, e si inserisce teologicamente nella sollecitudine della Chiesa per la formazione alla ricerca della santità nell’esercizio del ministero sacerdotale.
Questa sollecitudine ecclesiale ha fondamento scritturistico, magisteriale, e trova riscontro nella predicazione di San Josemaría Escrivá, che ha sempre incoraggiato le persone che lo ascoltavano alla ricerca della santità nella vita ordinaria.

### Fondamento scritturistico, magisteriale, e nei testi di San Josemaría
L’esortazione apostolica postsinodale Pastores dabo vobis (25 marzo 1992) richiamando le parole del profeta «Vi darò pastori secondo il mio cuore» (Ger 3,15) ricorda la promessa che Dio fa al suo popolo «di non lasciarlo mai privo di pastori che lo radunino e lo guidino». L’esortazione manifesta la fede e la gratitudine del popolo di Dio rispetto alle promesse divine, e ricorda al contempo che l’umanità in piena libertà è chiamata a collaborare al loro compimento. Pastores Dabo Vobis sottolinea che la collaborazione alle promesse di Dio è una grave responsabilità per la Chiesa, che mentre chiede «operai per la sua messe» (Mt 9, 38), si assume anche il compito di formarli (Ger 3,15). La formazione dei candidati al sacerdozio e dei sacerdoti alla ricerca della santità nell’esercizio del ministero sacerdotale è pertanto una priorità ecclesiale, e l’Esortazione Apostolica ne afferma le motivazioni di fondo:
«In realtà la formazione dei futuri sacerdoti, sia diocesani sia religiosi, e l'assidua cura, protratta lungo tutto il corso della vita, per la loro santificazione personale nel ministero e per l'aggiornamento costante del loro impegno pastorale, sono considerate dalla Chiesa come uno dei compiti di massima delicatezza e importanza per il futuro dell'evangelizzazione dell'umanità.» (Esort. Ap. Pastores Dabo Vobis, n. 2)
La Società sacerdotale della Santa Croce si inserisce nell’insieme delle realtà associative della Chiesa cattolica che hanno lo scopo di promuovere la santità dei sacerdoti nell’esercizio del loro ministero di pastori al servizio del bene di tutta la Chiesa (cfr. Cost. dogm. Lumen Gentium, 28).
La Chiesa cattolica in vari testi del Concilio Vaticano II (e in seguito nel Codice di diritto canonico) aveva già raccomandato la costituzione di associazioni sacerdotali con questo scopo. Per esempio, già il Decreto Presbyterorum ordinis (7 dicembre 1965) affermava:
«Vanno tenute in grande considerazione e diligentemente incoraggiate le associazioni che, in base a statuti riconosciuti dall'autorità ecclesiastica competente, fomentano - grazie ad un modo di vita convenientemente ordinato e approvato e all'aiuto fraterno - la santità dei sacerdoti nell'esercizio del loro ministero, e mirano in tal modo al servizio di tutto l'Ordine dei presbiteri» (Decr. Presbyteriorum Ordinis, n. 8).
La Società sacerdotale della Santa Croce affonda le sue radici nell’evento fondazionale dell’Opus Dei del 2 ottobre 1928, e incarna l’amore di San Josemaría Escrivá verso il sacerdozio ministeriale e la formazione dei sacerdoti, alla quale si dedicò instancabilmente fin giovane sacerdote. L’amore per il sacerdozio ministeriale era un tema ricorrente nella sua predicazione,  e lo fu sino alla sua morte.

### L’incorporazione di sacerdoti diocesani
I sacerdoti incardinati nelle diocesi possono incorporarsi alla Società sacerdotale della Santa Croce rimanendo sempre incardinati nella loro diocesi.

### Rapporti dei soci diocesani con le loro diocesi
L’ascrizione dei chierici diocesani alla Società sacerdotale della Santa Croce non comporta l'incorporazione al presbiterio della Prelatura: ciascuno continua a essere incardinato nella propria diocesi e dipende solo dal proprio vescovo, anche per quanto attiene al suo lavoro pastorale, e solo al vescovo rende conto di questo lavoro. Infatti essi non sono sottoposti in alcun modo alla giurisdizione del Prelato dell’Opus Dei, perché non è mai possibile la loro incardinazione nella Prelatura.

## Caratteristiche fondamentali
In maniera analoga all’incorporazione dei fedeli laici alla Prelatura dell'Opus Dei, affinché un sacerdote secolare venga ammesso nella Società sacerdotale della Santa Croce, deve essere consapevole di avere ricevuto una chiamata da Dio a cercare la santità secondo lo spirito dell'Opus Dei nell’esercizio del suo sacerdozio ministeriale («peculiari superaddita vocatione», Statuti, n. 58 §1).

### Tipologie di soci e ammissione
Possono appartenere alla Società sacerdotale della Santa Croce tutti i sacerdoti secolari che ricevano la vocazione all’Opus Dei.
I fedeli numerari e aggregati della Prelatura dell’Opus Dei che abbiano ricevuto l’ordinazione (diaconi e presbiteri) appartengono ipso iure anche alla Società sacerdotale della Santa Croce (Statuti, n. 37).
I chierici incardinati nelle chiese particolari possono chiedere l’ammissione come soci aggregati o soprannumerari (Statuti, n. 42 e n. 58 §1) – a seconda delle loro diverse circostanze – rispondendo comunque nei due casi alla stessa vocazione di santificazione del ministero sacerdotale (Statuti, n. 58 §1, “qui Domino […] sese dicare volunt, ad sanctitatem nempe in exercitio sui ministerii pro viribus prosequendam”). I seminaristi possono chiedere l’ammissione come aspiranti (Statuti, n. 60).
Vi sono poi i cooperatori: essi sono sacerdoti incardinati in altre circoscrizioni che aiutano con la preghiera, l’elemosina e, quando possibile, anche attraverso il proprio ministero sacerdotale (Statuti, n. 43). Questi possono partecipare se lo desiderano a momenti di fraternità e di formazione sacerdotale a loro dedicati.
I soci della Società sacerdotale della Santa Croce appartengono all’Opus Dei perché sono mossi da una vocazione divina (Statuti, n. 58 §1), e si impegnano a viverne lo spirito e la prassi ascetica (Statuti, nn. 61 e 62).
I chierici diocesani entrano a far parte della Società tramite una richiesta di ammissione rivolta al presidente della Società, il Prelato dell’Opus Dei (Statuti, n. 63).

### Lo spirito dell’Opus Dei e la vocazione al sacerdozio ministeriale
La Società sacerdotale della Santa Croce ha il fine di aiutare i sacerdoti secolari a cercare la santità secondo lo spirito e la prassi ascetica dell’Opus Dei (Statuti, n. 57). Il messaggio dell’Opus Dei sulla santificazione del lavoro professionale è rivolto anche ai sacerdoti secolari, perché «per i sacerdoti, se ci si può esprimere così, il lavoro professionale, in cui si devono santificare e con il quale devono santificare gli altri, è il sacerdozio ministeriale del Pane e della Parola».
I sacerdoti che si associano alla Società sacerdotale (Statuti, n. 58 §1) vi cercano una fraternità sacerdotale che sia di appoggio e di incoraggiamento nella ricerca della santità nell’esercizio del proprio ministero sacerdotale, che informa tutte le dimensioni della loro esistenza.
In coloro che chiedono di essere ammessi si richiedono le seguenti condizioni: amore per la diocesi e unione con tutti i membri del presbiterio diocesano; obbedienza e venerazione per il proprio vescovo; vita di preghiera; studio delle scienze sacre; zelo apostolico per avvicinare tutti a Cristo; spirito di sacrificio; impegno nel promuovere vocazioni di ogni tipo nella Chiesa; cura nello svolgere con pienezza gli incarichi ministeriali (cfr. Lumen Gentium, 28).

### Formazione dei soci
La cost. dogm. Lumen Gentium al n. 28 descrive il ruolo e i compiti dei sacerdoti nei loro rapporti con Cristo, con i vescovi, con i confratelli e con il popolo cristiano, e aggiunge:
«In virtù della comunità di ordinazione e missione tutti i sacerdoti sono fra loro legati da un'intima fraternità, che deve spontaneamente e volentieri manifestarsi nel mutuo aiuto, spirituale e materiale, pastorale e personale, nelle riunioni e nella comunione di vita, di lavoro e di carità.» (Lumen Gentium, 28).
In questa cornice, l’aiuto spirituale che offre la Società sacerdotale della Santa Croce è orientato a:
- sostenere la vita spirituale dei soci,
- incoraggiare la loro fedeltà nello svolgimento dei compiti ministeriali
- sostenere l’unione di ciascuno con il proprio vescovo
- promuovere il vissuto della fraternità sacramentale (che ha origine nell’ordinazione, e non solo nell’incardinazione) con gli altri presbiteri della propria diocesi e con quelli di tutto il mondo (Statuti, n. 69).[12]

Lo spirito dell’Opus Dei che informa la Società sacerdotale  della Santa Croce orienta verso la comunione ecclesiale (amicizia, rapporti cordiali con i colleghi, comunione di preghiera, cura materiale e spirituale degli altri, ecc.), che nei sacerdoti ha fondamento ecclesiologico particolare: contemporaneamente alla radicata dedizione alla propria diocesi, l’apertura alla fraternità di tutto l’Ordo presbyteriorum, per sua natura universale.
Gli specifici mezzi di formazione rivolti ai sacerdoti secolari incardinati in una diocesi della Società sacerdotale della Santa Croce sono: direzione spirituale personale, incontri di approfondimento teologico e di vita spirituale, giornate di ritiro spirituale, eccetera (Statuti, nn. 70-72), tenendo conto delle dimensioni specifiche della formazione sacerdotale e integrano le disposizioni e le attività stabilite dal vescovo per la formazione permanente del presbiterio della propria diocesi, senza sovrapporsi o sostituirsi ad esse.
Ogni sacerdote infatti, con responsabilità personale, cerca le occasioni abituali di formazione permanente seguendo ciò che prescrive il diritto della Chiesa e le indicazioni o i consigli ricevuti in materia dal proprio vescovo.
Le attività di formazione spirituale dei soci della Società sacerdotale della Santa Croce si organizzano in modo da non interferire con le incombenze del ministero affidato loro dal vescovo. Il coordinamento di tali attività spetta al direttore spirituale della Prelatura dell'Opus Dei, che è sempre un sacerdote senza alcun incarico di governo nella Prelatura.

### Governo
La Società sacerdotale della Santa Croce non si colloca al livello dei rapporti di communio hierarchica, dato che in essa non esiste potestà di governo giurisdizionale, ma solo al livello di semplice aiuto spirituale e di fraternità, per cui viene regolata da mere ordinationes (Statuti, n. 58 §2).
L’organizzazione e il funzionamento della Società sacerdotale della Santa Croce è regolata negli Statuti, ai nn. 73-78.
In sintesi:
- Il Prelato dell’Opus Dei è allo stesso tempo Presidente della Società sacerdotale della Santa Croce (Statuti, n. 36)
- Per offrire cura spirituale agli aggregati e ai soprannumerari della Società sacerdotale, in ciascuna Regione il Vicario regionale si serve del ministero del Sacerdote direttore spirituale della Regione (che non fa parte dei Consigli di governo nella Prelatura) con il quale collaborano, in ogni diocesi, soci della Società che possano adempiere il compito di Ammonitore e di Direttore spirituale (Statuti, n. 73 §2)
- I soci aggregati e soprannumerari della Società sacerdotale sono ascritti a “centri”, che possono raggruppare gli ascritti di una o più città, o anche diocesi (Statuti, n. 76). Normalmente questi centri sono formati anche da uno o più soci della Società sacerdotale incardinati nella Prelatura che si incaricano dello svolgimento delle attività della Società Sacerdotale così che gli altri sacerdoti possano occuparsi solo degli incarichi affidati loro nella propria diocesi.
- Sono collegati ai centri della Società sacerdotale anche sacerdoti cooperatori (Statuti, n. 43)

## Profilo storico

### Dal 2 ottobre 1928 al 14 febbraio 1943
La sua fondazione fu motivata dall’amore di san Josemaría Escrivá per i sacerdoti diocesani, e affonda le sue radici dall’evento fondazionale del 2 ottobre 1928, cioè quando san Josemaría ricevette l’ispirazione divina dell’Opus Dei.
Presto iniziarono a volervi aderire sacerdoti, come per esempio don José María Somoano, cappellano dell’Hospital del Rey (Madrid), che morì nel luglio del 1932.
Dal 1932 al 1935 il Fondatore si riuniva spesso con sacerdoti che desideravano vivere nel loro sacerdozio lo spirito dell’Opus Dei. In quegli inizi ritenne che quei sacerdoti potessero aiutarlo negli apostolati dell’Opera. Alcuni di questi si vincolarono con il Fondatore con una promessa di obbedienza a partire dal 1934. Il Fondatore presto si rese conto che la novità dello spirito dell’Opus Dei richiedeva che i sacerdoti provenissero dai laici che avevano ricevuto la vocazione all’Opera. Tuttavia non esisteva ancora nel diritto canonico una soluzione giuridica che consentisse l’incardinazione di questi nuovi sacerdoti.
Al termine della guerra civile nel 1939, in Spagna furono oltre 6.800 i sacerdoti e i religiosi uccisi in odio alla fede. Da quell’anno fino al 1942, san Josemaría dedicò molte energie alla cura spirituale dei sacerdoti diocesani, e fu chiamato da vescovi mi molte diocesi spagnole a predicare gli esercizi spirituali per i sacerdoti della loro diocesi.
Già a partire dal 1936 san Josemaría aveva iniziato a chiedere ad alcuni membri laici se fossero disponibili a prepararsi per ricevere l’ordinazione sacerdotale, quando si fosse reso necessario.
Nel 1940 alcuni fedeli numerari laici, impegnati a vivere il celibato laicale in mezzo al mondo, cominciarono gli studi di Filosofia e Teologia previsti per i candidati al sacerdozio, seguendo privatamente lezioni di docenti scelti dal Fondatore, d'accordo con il vescovo diocesano di Madrid, e sostenendo gli esami presso il seminario diocesano di Madrid.

### Dal 14 febbraio 1943 al 16 giugno 1950
Il 14 febbraio 1943, mentre celebrava la santa messa, san Josemaría intuì la soluzione che poteva consentire ad alcuni dei suoi figli spirituali laici dell’Opus Dei di ricevere l’ordinazione sacerdotale, e di potersi dedicare anche alla cura spirituale dei sacerdoti diocesani che volessero vivere lo spirito dell’Opus Dei rimanendo sotto la giurisdizione del loro vescovo. Durante la stessa messa ebbe la visione del sigillo dell’Opus Dei: l’orbe della terra con una croce inscritta al suo interno. Si trattava di erigere, all’interno del fenomeno pastorale dell’Opus Dei, un corpo sacerdotale proveniente dal suo laicato e formato secondo il suo spirito, che sarebbe rimasto inserito (incardinato) nella istituzione stessa, con una piena condizione secolare, per l’assistenza pastorale dei suoi membri e dei loro apostolati.
La Società sacerdotale della Santa Croce fu eretta dal vescovo di Madrid, mons. Leopoldo Eijo y Garay, l’8 dicembre 1943, dopo aver ricevuto il nihil obstat della Santa Sede l’11 ottobre dello stesso anno. A partire da questa data potevano essere incardinati i sacerdoti provenienti dai membri laici dell’Opus Dei.
Consapevole delle necessità dei suoi fratelli sacerdoti diocesani e non avendo ancora scoperto come metterli in relazione con l’Opus Dei secondo l’assetto giuridico allora maturato, tra gli anni 1948 e 1949 san Josemaría arrivò a prendere in considerazione la possibilità di lasciare l’Opus Dei, una volta ottenuta la sua approvazione pontificia, e di creare un’associazione rivolta ai presbiteri secolari. Ciò non avvenne perché nell’aprile del 1950 san Josemaría si rese conto che era possibile che dei sacerdoti incardinati nelle diocesi fossero associati all’Opus Dei. La richiesta fu presentata alla Santa Sede il 2 giugno 1950, e Pio XII approvò ulteriormente l’Opus Dei come istituto secolare di diritto pontificio, con il titolo completo di Società sacerdotale della Santa Croce e Opus Dei (cfr. Decreto Primum Inter n. II, §4), il 16 giugno 1950: da quel momento anche i presbiteri incardinati nelle diocesi potevano far parte della Società sacerdotale  della Santa Croce, rimanendo sotto la giurisdizione del loro vescovo.

### Il concilio Vaticano II e la redazione degliStatutidell’Opus Dei
San Josemaría negli anni dopo il Concilio Vaticano II continuò a cercare la soluzione giuridica definitiva per l’Opus Dei. Nel 1969 convocò un Congresso Generale Speciale dell’Opus Dei per revisionare la configurazione istituzionale dell’Opus Dei e reimpostare il Codex Iuris Particularis (gli Statuti). In questa redazione degli Statuti, la cui stesura finisce nel 1974, era regolamentata anche la Società sacerdotale della Santa Croce così come la si conosce oggi (Titolo II), già presente nel carisma fondazionale e in attuazione del decreto conciliare Presbyteriorum Ordinis (in particolare il n. 10).
San Josemaría morì il 26 giugno 1975, prima di vedere compiuta la nuova configurazione giuridica. Il lavoro fu continuato dal suo successore, il beato Álvaro del Portillo.

### L’erezione in prelatura personale: Costituzione ApostolicaUt sit(28 novembre 1982)
Il 28 novembre 1982 san Giovanni Paolo II eresse l’Opus Dei in Prelatura personale di ambito internazionale con la Costituzione Apostolica “Ut sit”. In questo documento è riflesso in maniera genuina il carattere secolare dell’Opus Dei e la sua costituzione organica, in quanto composta da sacerdoti e laici, uomini e donne, dalle più diverse professioni e condizioni sociali. Con la Costituzione Apostolica Ut sit, san Giovanni Paolo II promulgò anche gli Statuti dell’Opus Dei, che contengono la regolamentazione sulla Società sacerdotale della Santa Croce.

## Statistiche
I sacerdoti appartenenti alla Società sacerdotale della Santa Croce sono più di 4.000 (Aprile 2016).
2.080 vengono dai membri numerari e aggregati della Prelatura della quale costituiscono il presbiterio; gli altri circa 2.000 sono sacerdoti (e alcuni diaconi) incardinati in diverse diocesi del mondo.

## La Società sacerdotale della Santa Croce in Italia
Il primo membro aggregato della Società sacerdotale della Santa Croce in Italia è stato don Ferdinando Rancan, sacerdote della diocesi di Verona. Dopo aver conosciuto l’Opus Dei a Roma nel 1953, egli chiese l'ammissione nell’Opus Dei nel 1954., È morto a Verona il 10 gennaio 2017.